# Johan V. Arajuuri
Johan V. Arajuuri, finski general, * 1894, † 1961.